# Plasan Sand Cat
El Plasan Sand Cat en hebreo: פלסן קרקל‎, o también conocido como Plasan Caracal, es un vehículo blindado de combate de alta movilidad táctica, diseñado por las industrias Plasan de Israel. Su diseño se basa primeramente en el chasis del camión Ford del modelo Serie F recortado. Fue originalmente concebido como el reemplazo potencial de los Jeep AIL Storm de las FDI y se han diseñado varias versiones del vehículo que van desde las cuatro a las nueve toneladas logrando transportar hasta ocho tripulantes.

## Historia
Inicialmente su prototipo fue públicamente presentado como el Plasan Caracal, en una demostración para la Asociación del Ejército de Estados Unidos, en octubre del año 2005. Asimismo ha estado presente en eventos como el Milipol de París en 2005, el Mid-America Trucking Show de Estados Unidos en 2006 y el Eurosatory del mismo año, aunque ya bajo el nombre de "Sand Cat" (Gato de arena). Una versión altamente blindada del Sand Cat integrando partes de cerámica en su estructura fue presentada al Ejército de los Estados Unidos en un evento de sistemas de protección y prueba de plataformas militares en agosto de 2006. El Sand Cat es manufacturado en su totalidad por la corporación Oshkosh y cuenta con una versión especializada del mismo nombre.

## Descripción

### Diseño
El diseño automovilístico fue descrito por la revista de automóviles Israelí Hegeh, como "tan sexy como una comandante de la fuerza aérea". Las ventanas laterales en forma de trapezoide están concebidas para reducir el peso del vidrio blindado sin afectar en alguna manera el campo de visión.

### Blindaje
El blindaje del vehículo es una combinación de acero reforzado, cerámica, y otros compuestos en partes desmontables que permitan un reemplazo sin contratiempos en el campo de batalla, sin minimizar su capacidad de defensa y movilidad ante distintos niveles de amenaza y combate.
Se reporta que el Sand Cat "tiene un manejo suave y mantiene una aceleración favorable para un vehículo blindado". Su interior es tan amplio que permite acomodar una camilla.

## Variantes

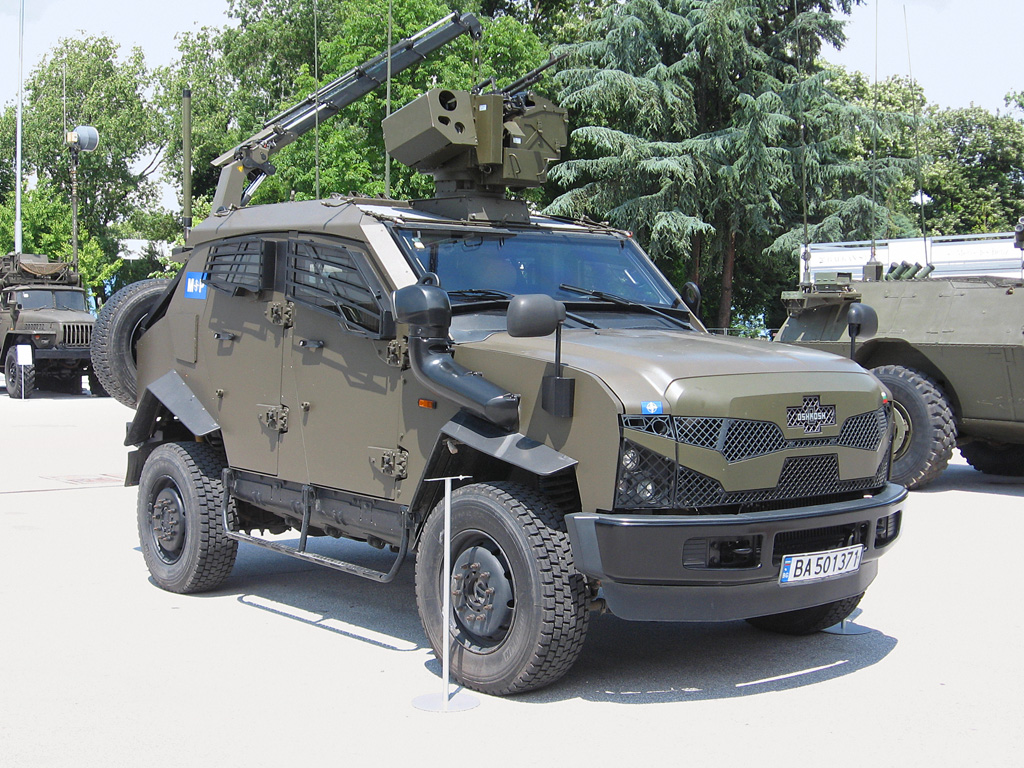
un Sand Cat búlgaro, armado con una torreta Samson.

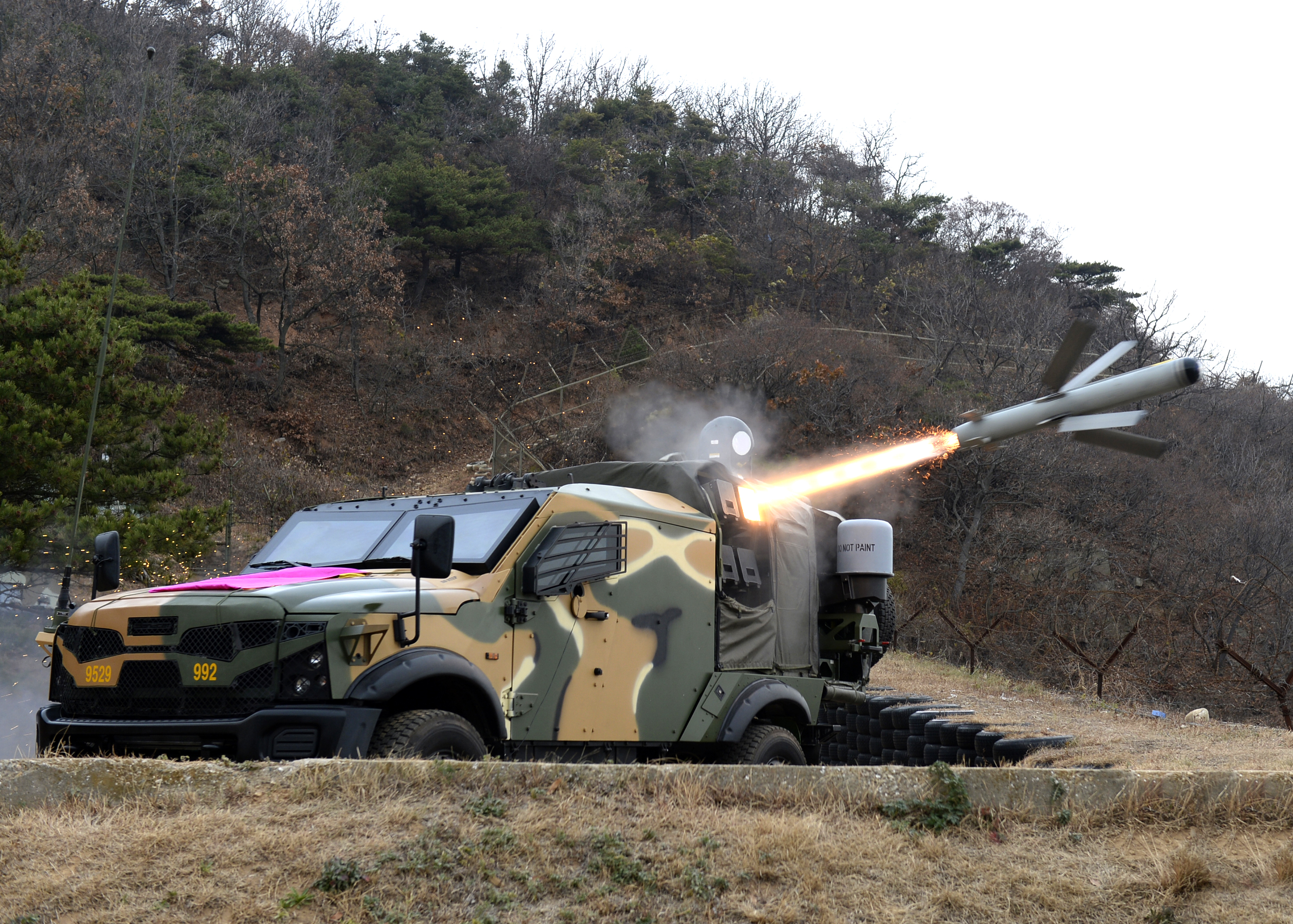
Un misil Spike siendo disparado desde un Plasan Sand Cat surcoreano.

En julio de 2007 Plasan reveló información sobre una nueva versión del Sand Cat, el "Sand Cat Plus" el cual se caracterizaba por ser un modelo con un diseño tipo furgoneta que integraba ocho asientos en su interior para uso como vehículo policial de unidades SWAT. En contraste con el Sand Cat militar, el Plus está equipado con molduras laterales para su uso y almacenaje, además de estar pintado en colores civiles. Sin importar su apariencia de minivan, su alto nivel de blindaje lo convierte en un escudo efectivo contra diversos tipos de fuego y explosión. Ha sido descrito como un vehículo sorprendentemente veloz para pesar siete toneladas.
En junio de 2008, el Sand Cat fue nuevamente lanzado como una variante Oshkosh. Basándose en un chasis para soportar nueve toneladas, se consideró que este nuevo diseño vendría a llenar el vacío táctico entre el HMMWV y el JLTV. Entre sus características se incluyen un sistema de absorción de impacto en los asientos y una placa reforzada en la parte inferior externa en forma de "V" para contrarrestar los efectos de una explosión desde el suelo. En el 2010 el SandCat fue reestilizado en su parte baja con el doble de blindaje que poseía anteriormente.
Una versión ligeramente modificada del Sand Cat es construida en México para el ejército mexicano por la firma estadounidense Oshkosh. Aparentemente, esta versión tiene una longitud 1 metro mayor y está provista con un blindaje más grueso. Algunas versiones en servicio con el ejército mexicano tienen en el techo una torreta de operación remota armada con una ametralladora calibre 12,7 mm y un lanzagranadas automático Mk. 19. Esta versión está montada sobre un chasis de camión Ford Superduty y es ensamblada por la Secretaría de la Defensa Nacional. A la fecha hay 15 variantes de Sand Cat hecha a medida de cada usuario.

## Operadores

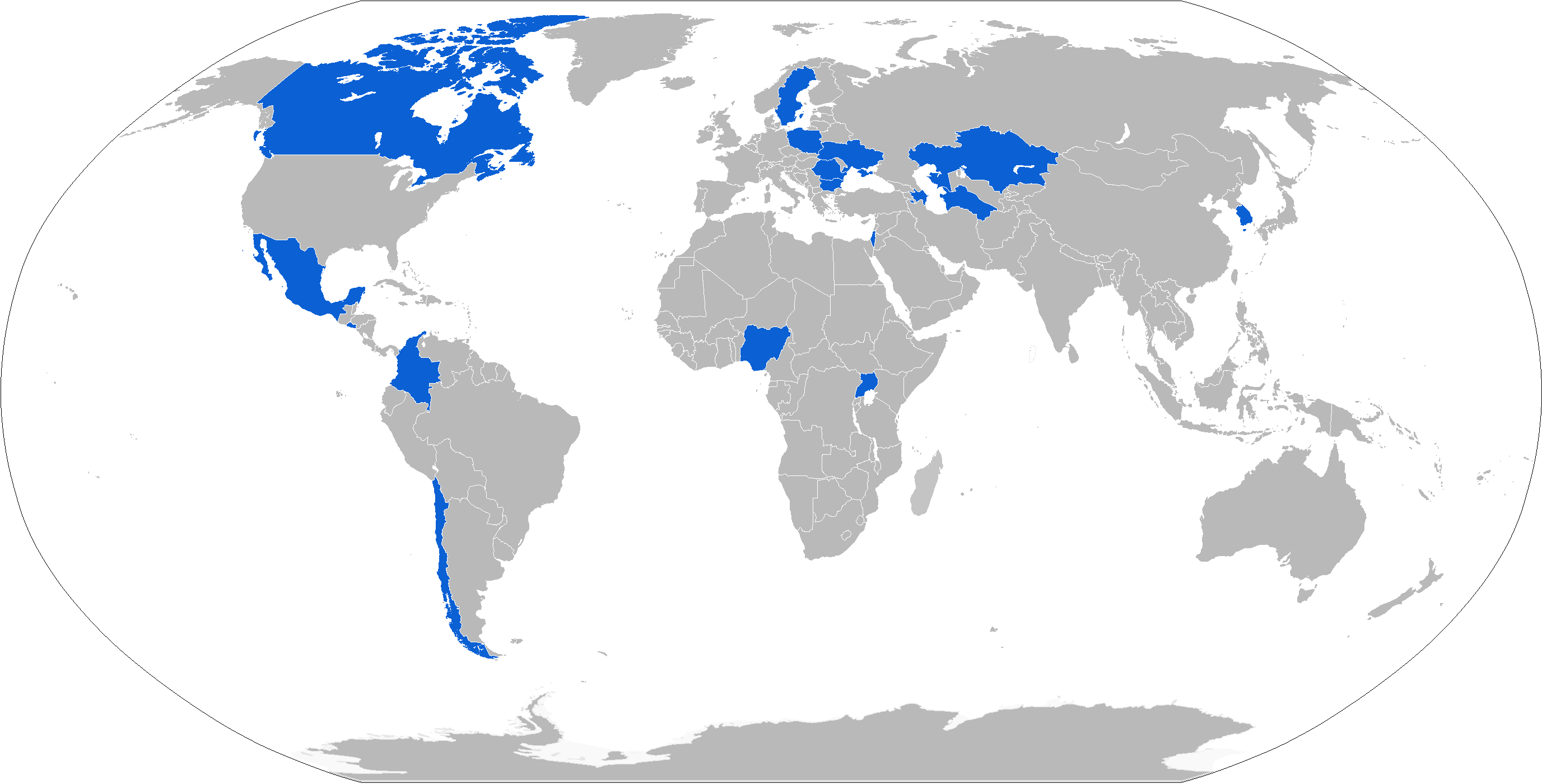
Mapa con operadores de SandCat en azul

- Israel[13][14]
- Bulgaria[11][15]
- Canadá[16]
- Chile[17]
- Colombia[18][19]
- México[20] 300 vehículos
- Suecia[11]
- Azerbaiyán
- El Salvador[21] 11 de 50 vehículos

## Vehículos similares
- GAZ-2975 Tigr
- URO VAMTAC
- Renault Sherpa 2
- Oshkosh M-ATV
- Hunter TR-12
- RG-31 Nyala
- Kozak
- Grizzly APC
- Hawkei
- Mowag Eagle
- Valanx
- AM General BRV-O
- International MXT-MV
- DN-XI